# Saint-Berthevin

Saint-Berthevin este o comună în departamentul Mayenne, Franța. În 2009 avea o populație de 7,097 de locuitori.